# Laura Golarsa
Laura Golarsa (Milánó, 1967. november 27. –) olasz teniszezőnő. 1986-ban kezdte profi pályafutását, hat páros WTA-torna győztese. Legjobb világranglistán elért helyezése harminckilencedik volt, ezt 1990 júniusában érte el.

## Év végi világranglista-helyezései
| Év       | 1987 | 1988 | 1989 | 1990 | 1991 | 1992 | 1993 | 1994 | 1995 | 1996 | 1997 | 1998 | 1999 |
| Helyezés | 106. | 79.  | 59.  | 61.  | 221. | 120. | 71.  | 113. | 156. | 185. | 70.  | 79.  | 166. |

## Külső hivatkozások
- Laura Golarsa profilja a WTA oldalán (angolul)
- Laura Golarsa profilja az ITF oldalán (angolul)
- Laura Golarsa profilja a Billie Jean King-kupa oldalán (angolul)